# Крейгхед (окръг, Арканзас)
Окръг Крейгхед (на английски: Craighead County) е окръг в щата Арканзас, Съединени американски щати. Площта му е 1847 km², а населението – 96 443 души (2010). Административни центрове са градовете Джоунсбъроу (западен район) и Лейк Сити (източен район).